# Godélilié 1
Godélilié 1  est une localité du sud de la Côte d'Ivoire, et appartenant au département de Lakota, Région du Sud-Bandama. La localité de Godélilié 1 est un chef-lieu de commune.